# Phanerochaete omnivora
Phanerochaete omnivora är en svampart som först beskrevs av Cornelius Lott Shear, och fick sitt nu gällande namn av Burds. & Nakasone 1978. Phanerochaete omnivora ingår i släktet Phanerochaete och familjen Phanerochaetaceae.   Inga underarter finns listade i Catalogue of Life.